# Monteverdia macrocarpa
Chuchuhuasi (Monteverdia macrocarpa) es una especie de árbol de la familia Celastraceae. Es usada en la medicina tradicional amazónica.
Existen otras dos especies con el mismo nombre común: Monteverdia laevis y Monteverdia amazonica.

## Taxonomía
Monteverdia macrocarpa fue aceptada en el género Monteverdia con base en evidencia molecular por el botánico brasileño Leonardo Biral et al. y publicado en Systematic Botany 42 (4): 689 en 2017.
Basónimo
- Celastrus macrocarpus Ruiz & Pav. Fl. Peruv. 3: 8, t. 230, f. 16. (1802)

Sinonimia
- Maytenus macrocarpa (Ruiz & Pav.) Briq. Annuaire Conserv. Jard. Bot. Genéve 20: 361. 1919.

## Importancia económica y cultural

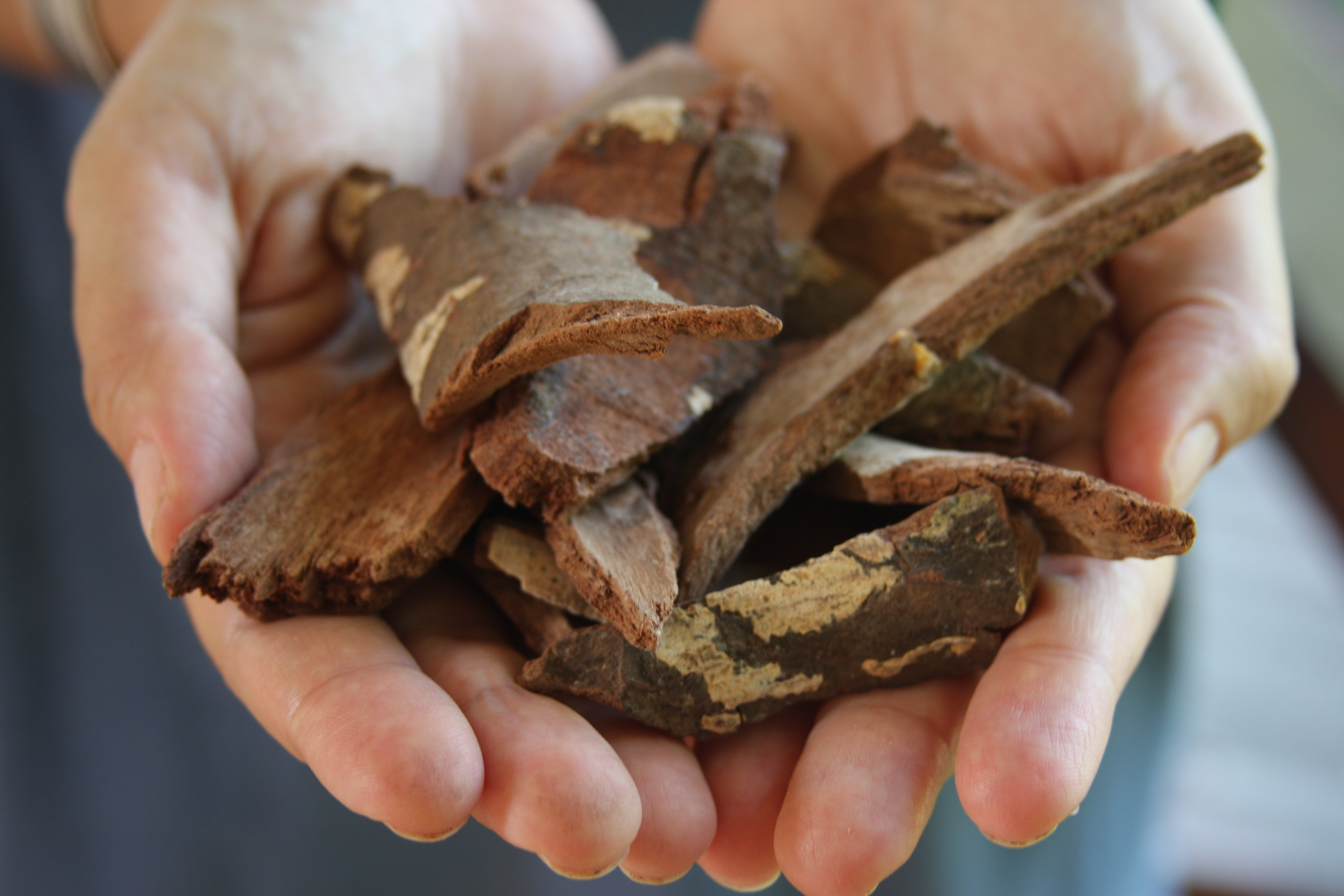
Corteza de chuchuwasi (Monteverdia macrocarpa) del Jardín Botánico del Centro Takiwasi, Tarapoto, Perú.

### Uso en la medicina tradicional
En la medicina tradicional amazónica en Perú, es considerada una planta maestra y utilizada en dietas amazónicas como vigorizante.
En Perú y en otras partes de la amazonia, el uso más popular de esta planta es para el tratamiento del reumatismo. También es utilizada en caso de resfríos y afecciones gastrointestinales.

### Estudios farmacológicos
Se han identificado los siguientes estudios a partir del extracto etanólico de la corteza: alcaloides, flavonoides, compuestos fenólicos, saponinas y cumarinas, entre otros.

## Nombres comunes
- Chuchuhuasi, chuchuwasi[8]